# Provincia di South Cotabato
South Cotabato è una provincia delle Filippine, nella regione di Soccsksargen sull'isola di Mindanao.
Il capoluogo di South Cotabato è Koronadal, mentre la città più grande è General Santos, importante porto sulla baia di Sarangani.

## Geografia fisica
Nella parte meridionale dell'isola di Mindanao, confina con le province di Sultan Kudarat a nord e ad ovest, Davao del Sur per un piccolo tratto ad est, mentre tutto il confine meridionale e il restante orientale è con la provincia di Sarangani, fatta eccezione per una porzione di costa che si affaccia sulla baia di Sarangani, nel Mare di Celebes.

## Geografia antropica

### Suddivisioni amministrative
La provincia di South Cotabato comprende una città indipendente altamente urbanizzata (HUC), una città componente e 10 municipalità:

#### Città indipendente
- General Santos (HUC)

#### Città componente
- Koronadal

#### Municipalità
- Banga
- Lake Sebu
- Norala
- Polomolok
- Santo Niño
- Surallah
- Tampakan
- Tantangan
- T'boli
- Tupi

## Storia
Questa provincia è nata nel 1966 quando si ritenne necessario dividere quella che allora era la più grande provincia filippina, Cotabato. Così ne fu staccata la parte più meridionale dando origine al South Cotabato. Nel 1992 a sua volta, questa nuova provincia subì una separazione con la creazione della provincia di Sarangani che ne ha sottratto quasi tutta la parte costiera, ad eccezione in pratica della città di General Santos.